# 랜스 게스트

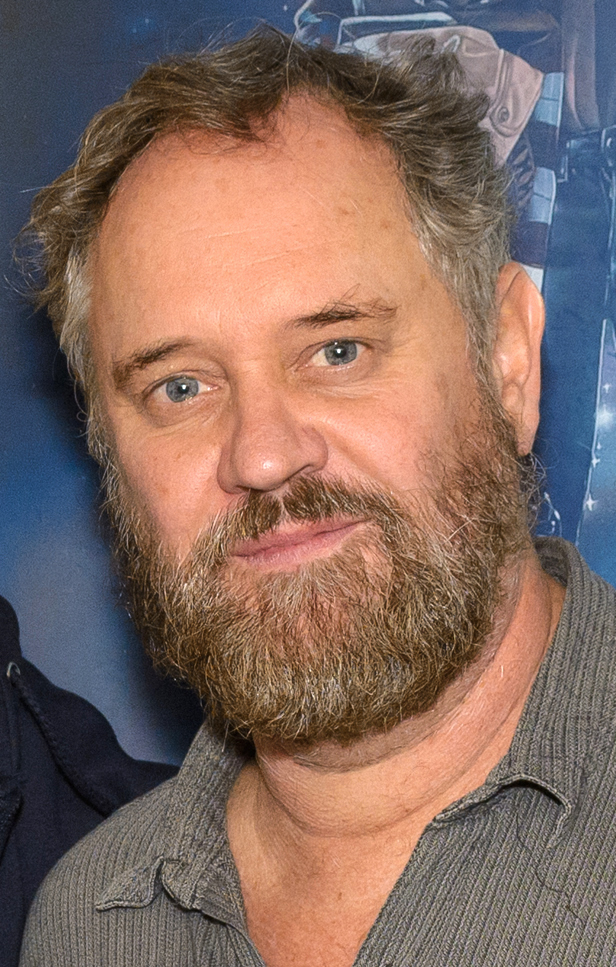

랜스 게스트(Lance Guest, 1960년 7월 21일 ~ )는 미국의 배우, 텔레비전 배우이다.

## 영화
- 레이트 페이시스 : 늑대의 저주 (2014년) - 그리핀 역
- 더 리스트 오브 디즈 (2008년) - 마크 로버츠 역
- 플루 버즈 (2008년)
- 쉐도우박스 (2007년) - 모렐 - 쉐도우 맨 역
- 제니 프로젝트 (2001년)
- 스텝시스터 프롬 플래닛 위어드 (2000년)
- 대통령을 만드는 사람들 (1988년)
- 죠스 4 (1987년)
- 저스트 더 웨이 유 알 (1984년)
- 최후의 스타화이터 (1984년) - 알렉스 로간/베타 역
- 어느 남자의 고백 (1984년)
- 헐리웃 사랑 (1982년)
- 할로윈 2 - 저주받은 병실 (1981년) - 지미 로이드 역
- 낫츠 랜딩 (1979년)